# Paróquia São Francisco das Chagas
A Paróquia São Francisco das Chagas é um templo católico situado no centro, na cidade do Bacabal, estado do Maranhão, Brasil. É administrada pelos frades franciscanos menores da Província Franciscana Nossa Senhora da Assunção.

## História
Paróquia São Francisco das Chagas foi desmembrada da Paróquia de Santa Teresinha em 3 de maio de 1962, por decisão do então arcebispo metropolitano de São Luís do Maranhão, Dom José de Medeiros Delgado.

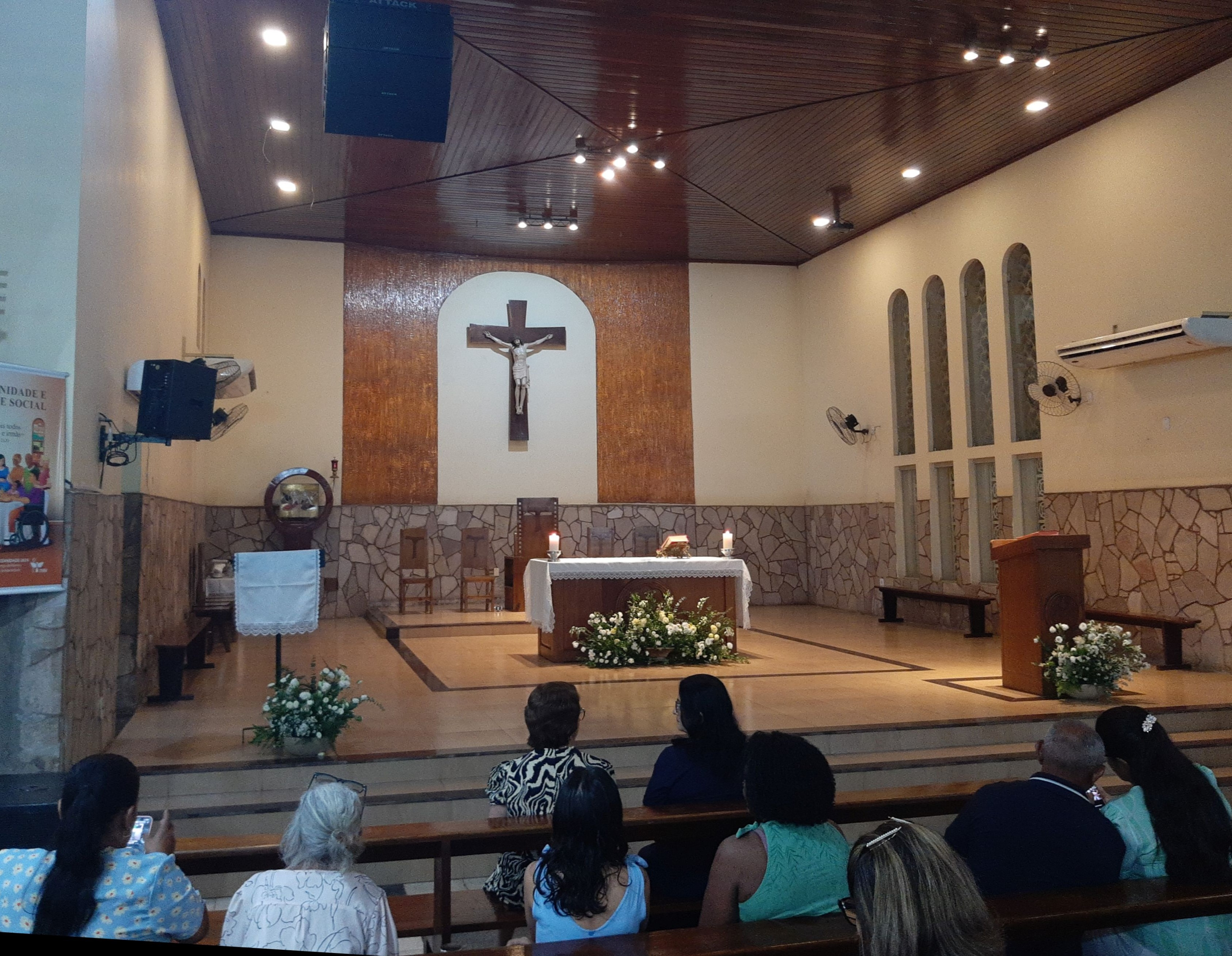
Interior da Igreja matriz durante uma celebração

A primeira coordenação foi assumida por Frei Francisco Pohlmann, responsável pela construção da igreja matriz, que foi benzida em 31 de dezembro de 1962 por Dom Felipe Benito Condurú Pacheco, bispo emérito de Parnaíba. Em 31 de dezembro de 1964, Frei Eduardo Albers assumiu a coordenação paroquial. Como pároco, estruturou a comunidade, criando o Conselho Paroquial, a Cruzada Eucarística, a Legião de Maria e grupos de casais.

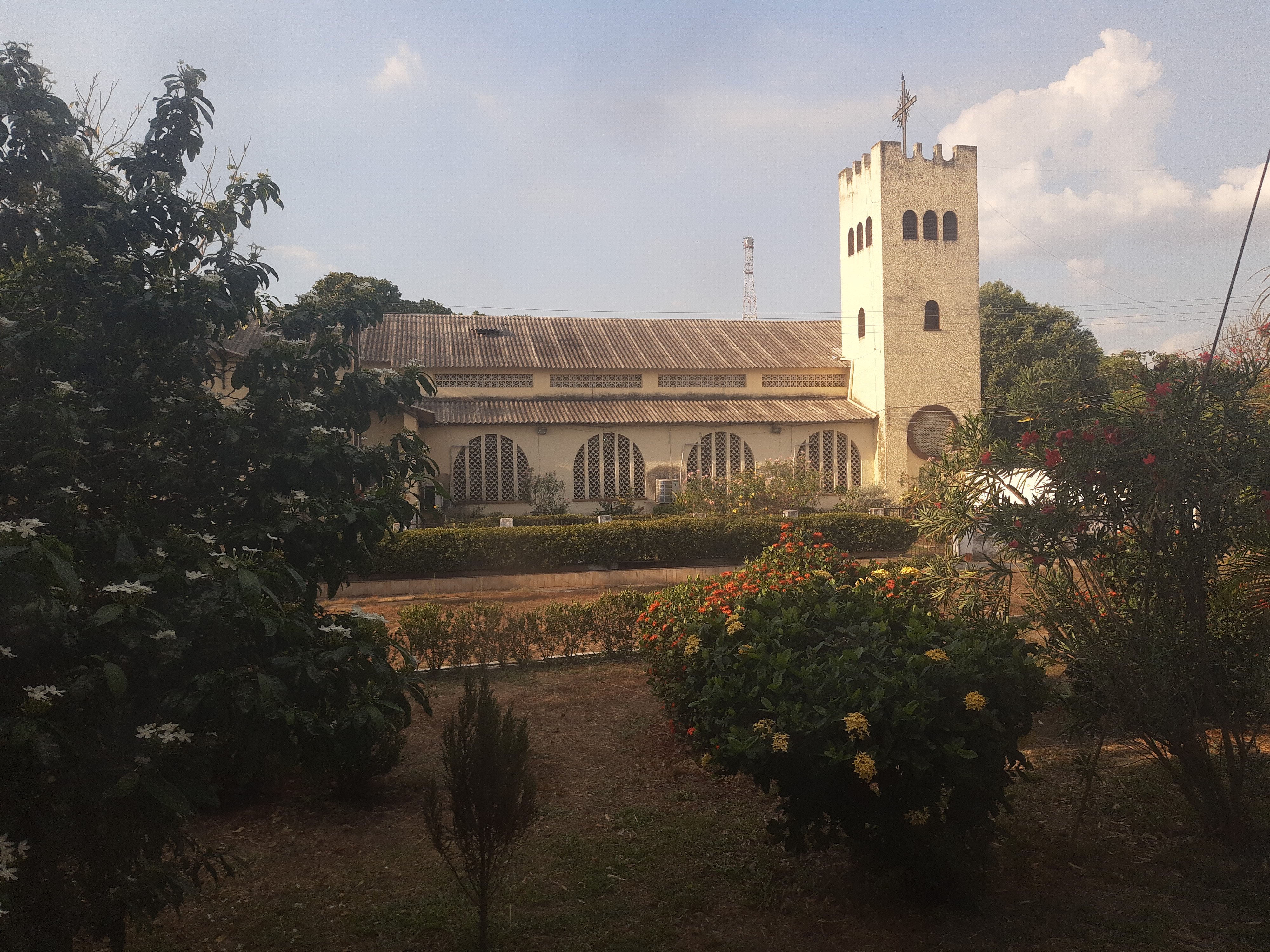
Igreja Matriz com vista para o cemitério dos frades franciscanos

Em 1966, a partir de encontros de oração realizados no mês de maio, nas casas, iniciou-se a catequese de adultos na cidade, organizada pelos legionários. Já em janeiro de 1967, o tributo sagrado passou a integrar os compromissos dos paroquianos.
Os párocos, com a colaboração de vigários atuantes na cidade e no interior, promoveram cursos no Seminário Catequético para organizar as CEBs (Comunidades Eclesiais de Base). Essas comunidades realizavam o culto da Palavra de Deus aos domingos, promoviam encontros para famílias e mantinham a catequese de iniciação para crianças e jovens.
Com a criação da Diocese de Bacabal em 1968, a Paróquia São Francisco das Chagas passou a abranger, além de parte de Bacabal, os municípios de Lago Verde, Olho d'Água das Cunhãs e Pio XII. Em 1977, o número total de comunidades era de 79.
Atualmente, a paróquia abrange metade do município de Bacabal e povoados vizinhos, com população estimada em 58.949 habitantes — sendo 35.536 na zona urbana e 23.413 na zona rural. É composta por 57 comunidades, distribuídas na zona urbana (centro e periferia) e zona rural, agrupadas em 19 regionais com seus respectivos conselhos, que orientam, organizam e atuam nas ações comunitárias.